# Marina Dewowna Loschak

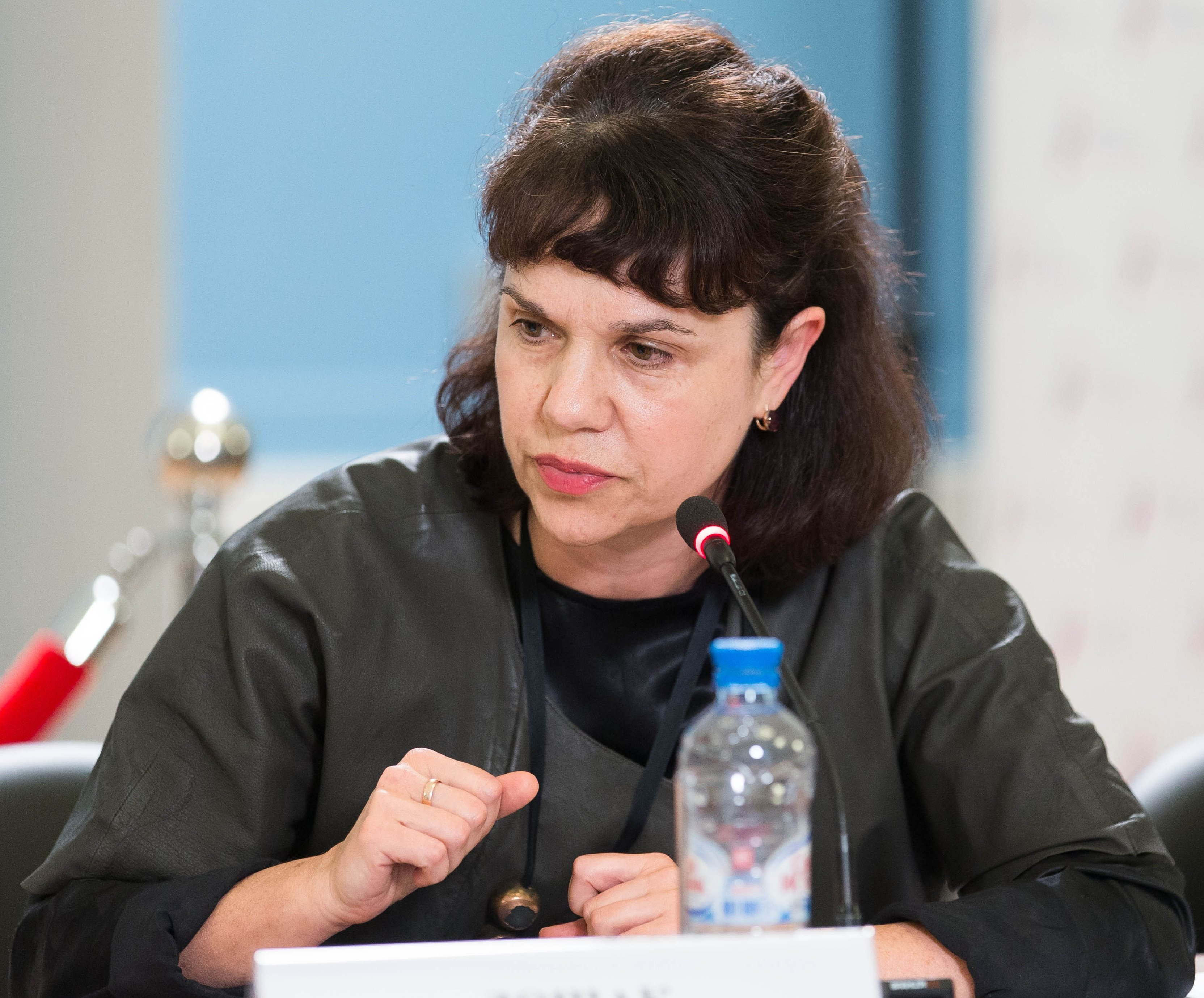
Marina Loschak (2014)

Marina Dewowna Loschak (russisch Мари́на Девовна Лоша́к; * 22. November 1955 in Odessa) ist eine russische Museumsdirektorin.

## Leben
Loschak studierte an der Nationalen I.-I.-Metschnikow-Universität Odessa Klassische Philologie. 1986 zog sie von Odessa nach Moskau. Als direkte Nachfolgerin von Irina Alexandrowna Antonowa war Loschak von Mitte 2013 bis Januar 2025 die Direktorin des Puschkin-Museums in Moskau.

## Familie
Sie ist mit dem russischen Journalisten und Direktor für Strategie des Verlagshauses „Kommersant“ Wiktor Grigorjewitsch Loschak verheiratet. Ihre gemeinsame Tochter ist die russische Journalistin Anna Wiktorowna Mongait.